# Семенюк, Михаил Андреевич
Михаил Андреевич Семенюк (25 июля 1899 — 25 июня 1992) — советский военачальник, участник Гражданской, Советско-польской, Великой Отечественной войн. Генерал-майор танковых войск (1945).

## Биография

### Начальная биография
Родился 25 июля 1899 года в деревне Воля-Рожанецкая Белгорайского уезда, Люблинской губернии, Царство Польское (ныне Wola Różaniecka, Билгорайский повят, Польша) в семье служащих. Русский. Окончил Городское 4-классное училище (1909), Московское техническое училище (1914).
Член ВКП(б) с 1928 года. Окончил Пермскую гимназию (1918).
Образование. Окончил Артиллерийские курсы усовершенствования командного состава (1927), командный факультет ВАММ (1936), ВАК при ВВА им. Ворошилова (1954).

### Служба в армии
В РККА добровольно, с 1 декабря 1918 года.
С 1 декабря 1918 года красноармеец 1-й Пермской советской артиллерийской бригады. С апреля 1919 года красноармеец артиллерийского дивизиона, с марта 1920 года заведующий противогазовой обороны 29-й стрелковой дивизии.
С июня 1921 года помощник начальника связи, с октября 1921 года командир взвода Сводного тяжелого гаубичного дивизиона 21-й стрелковой дивизии. С августа 1922 года начальник связи отдельной гаубичной батареи 21-й стрелковой дивизии. С мая 1924 года помощник командира батареи, с октября 1926 года командир батареи гаубичного дивизиона 21-й стрелковой дивизии.
С ноября 1926 по сентябрь 1927 года слушатель Артиллерийских курсов усовершенствования командного состава (Детское Село).
С октября 1927 года командир батареи 21-го артиллерийского полка. С декабря 1930 года командир батареи артиллерийского дивизиона 44-го стрелкового полка 15-й стрелковой дивизии. С мая 1931 года командир батареи Военно-Технической академии.
С июня 1931 года слушатель Военно-Технической академии РККА. С мая 1932 года слушатель Военной академии моторизации и механизации.
С декабря 1936 года командир 70-го отд. танкового батальона.
20.12.1937 года назначен начальником 1-й части штаба 5-й легкотанковой бригады. С 25 июня 1938 по 14 марта 1939 года вр.и.д. начальника штаба 5-й легкотанковой бригады.
С 11 июля 1940 года начальник 1-го отдела (оперативного) 10-й танковой дивизии.
12.03.1941 года назначен начальником штаба 49-й танковой дивизии 24-го мехкорпуса.
17.04.1941 года назначен начальником оперативного отдела, он же зам. начальника штаба 15-го мехкорпуса.

### В Великую Отечественную войну
С 16 августа 1941 года начальник штаба 8-й танковой дивизии. С 25 сентября 1941 года — начальник штаба 131-й танковой бригады.
С 7 мая 1942 года и.д. начальника штаба 22-го танкового корпуса.
С 15 августа 1942 года — начальник штаба АБТО 62-й армии.
С 28 октября 1942 года — заместитель командующего 64-й армией по танковым войскам.
С 18 декабря 1942 года заместитель командующего 57-й армией по танковым войскам.
С 18 января 1943 года и.д. командующего БТ и МВ 57-й армии.
С 22 октября 1943 года командующий БТ и МВ 5-й армии.

### После войны
С 22 октября 1948 года в распоряжении Командующего БТ и МВ.
Со 2 ноября 1948 года старший преподаватель, заместитель начальника кафедры, начальник кафедры Тактики высших соединений Военной академии БТ и МВ им. Сталина.
С 23 января 1954 года слушатель Высших академических курсов Высшей Военной академии им. Ворошилова. С 4 января 1955 года Старший научный сотрудник кафедры оперативного искусства Высшей Военной академии им. Ворошилова. С 28 июня 1956 г. старший преподаватель кафедры стратегического и оперативного искусства Высшей Военной академии им. Ворошилова.
Приказом МО СССР № 893 от 16.10.1959 года уволен в отставку по ст. 60 а. Жил в Москве.
Умер 25 июня 1992 года. Похоронен в Москве на Введенском кладбище.

## Награды
- Орден  Ленина (21.02.1945)[6],
- Тремя орденами Красного Знамени (03.11.1944)[7], (23.09.1945)[8], (20.06.1949)[9].
- Орден Кутузова II степени (03.07.1944)[10].
- Орден Богдана Хмельницкого 2-й степени (02.01.1945)[9].
- Орден Богдана Хмельницкого 2-й степени (19.04.1945)[11].
- Орден Отечественной войны 1-й степени (28.09.1943)[12].
- Орден Отечественной войны 1-й степени (6.04.1985)[13].
- Медаль «За оборону Сталинграда»(1944)[14][3];
- Медаль «В ознаменование 100-летия со дня рождения Владимира Ильича Ленина» (6 апреля 1970)
- Медаль «За победу над Германией в Великой Отечественной войне 1941—1945 гг.» (09.05.1945)[15];
- Медаль «За взятие Кёнигсберга» (09.06.1945)[16];
- Юбилейная медаль «Двадцать лет Победы в Великой Отечественной войне 1941—1945 гг.» (7 мая 1965[17])
- Медаль XX лет РККА (1938).
- Юбилейная медаль «30 лет Советской Армии и Флота» (1948);
- Юбилейная медаль «40 лет Вооружённых Сил СССР»[18]
- Юбилейная медаль «50 лет Вооружённых Сил СССР» (26 декабря 1967[19])
- Медаль «В память 800-летия Москвы» (1947)[3];
- Медаль «Ветеран Вооружённых Сил СССР» (1976);[3];

## Воинские звания
- капитан (Приказ НКО № 1905/н от 15.12.1936),
- майор (Приказ НКО № 02193 от 05.11.1938),
- подполковник (Приказ НКО № 04571 от 08.10.1940),
- полковник (Приказ НКО № 0877 от 04.02.1942),
- генерал-майор т/в (Постановление СНК № 1683 от 11.07.1945)[3].

## Память
- На могиле установлен надгробный памятник на Введенском кладбище Москвы.
- Имя воина увековечено в Главном Храме Вооружённых сил России, и навсегда запечатлено на мемориале «Дорога памяти»[20]